# Brnjac
Brnjac (srp. Брњац) je naselje na zapadu središnje Srbije. Administrativno pripada općini Loznica u Mačvanskome okrugu.

## Stanovništvo
Prema popisu iz 2002. godine, u Brnjacu živi 631 stanovnik od kojih je 491 punoljetan. Prema popisu iz 1991., u Brnjacu je živjelo 773 stanovnika. Prosječna starost stanovništa iznosi 39,5 godina (37,0 kod muškaraca i 42,3 kod žena). U naselju ima 178 domaćinstava, a prosječan broj članova domaćinstva je 3,54.
Prema popisu iz 2002. godine, Brnjac gotovo u potpunosti naseljavaju Srbi.
| broj stanovnika | 871   | 920   | 881   | 772   | 773   | 773   | 631   |
|                 | 1948. | 1953. | 1961. | 1971. | 1981. | 1991. | 2002. |